# Rogichneumon braconidicus
Rogichneumon braconidicus (лат.) — ископаемый вид наездников-ихневмонид, единственный в составе рода Rogichneumon из подсемейства Novichneumoninae (Ichneumonidae). Бирманский янтарь, Мьянма, меловой период, возраст находки 99 млн лет.

## Описание
Мелкие наездники. Длина тела 3,2 мм, длина переднего крыла 2,2 мм (ширина 0,9 мм), заднее крыло 1.6 мм (ширина 0,4 мм). От близких групп отличается следующими признаками: усики нитевидные с 19 члениками (длина 2,4 мм); нотаули сходящиеся, не соединяющиеся; переднее крыло с 1-Rs, отходящими от C+Sc+R далеко перед основанием птеростигмы; зеркальце открытое, без следов r-m, длина 2-Rs равна 2+3-M, сходящиеся под отчетливо тупым углом; 3-Cu выстраиваются в ряд с 2cu-a. Заднее крыло с исчезающе коротким 1-Rs, нервеллус не прерван, 2-Cu отсутствует. Глазковый треугольник выступающий, расстояние между глазками (оцеллиями) в 1,5 раза больше диаметра глазка, расстояние между глазом и латеральным глазком в 2 раза больше диаметра глазка. Усики в 1,1 раза длиннее крыла; скапус в 2 раза длиннее ширины, педицель цилиндрический, в 1,3 раза длиннее ширины, в 0,5 раза длиннее скапуса; первый членик жгутика в 1,2 раза длиннее 2-го, задние членики плавно укорачиваются от основания к вершине, субапикальный членик жгутика в 0,3 раза длиннее 1-го, апикальный членик жгутика такой же длины, как и субапикальный.
Вид был впервые описан в 2021 году гименоптерологом Дмитрием Копыловым (Палеонтологический институт РАН, Москва, Россия) с соавторами из Китая. Сходен с ископаемыми родами и видами из подсемейства †Novichneumoninae: †Rasnichneumon alexandri, †Heteropimpla pulverulenta, †Heteroichneumon rasnitsyni. От других Novichneumoninae отличается наличием явных выделяющихся нотаулей, переднее крыло без r-m, короткая 1-Rs, в заднем крыле 2-Cu отсутствует; от Caloichneumon и Rasnichneumon отличается наличием большего числа члеников жгутика. Название рода и вида Rogichneumon braconidicus относится к браконидам подсемейства Rogadinae. Представители рода Rogichneumon, как и многие другие Novichneumoninae, имеет очень длинную 1-Cu в переднем крыле и исчезающе короткий 1-R в заднем крыле: признаки, необычные для Ichneumonidae, но характерные для Braconidae, особенно Rogadinae.